# André Fabre (entraîneur)
Pour les articles homonymes, voir Fabre et André Fabre.
André Fabre (9 décembre 1945 - ) est un entraîneur français de chevaux de courses, spécialisé dans les courses de plat. Il est l'un des meilleurs entraîneurs mondiaux.

## Carrière
Fils d'un diplomate, il sort de l'université avec un diplôme de droit. Il décide cependant de se lancer dans une carrière de jockey, et devient apprenti. À la fin de sa formation, il débute comme jockey d'obstacles. Il remporte alors de nombreuses victoires, et devient le meilleur jockey d'obstacles français, remportant 250 courses, dont le Grand Steeple-Chase de Paris en 1977.
Il commence sa carrière d'entraîneur dans le domaine des courses d'obstacle, où très vite, il obtient de nombreuses victoires dont le prix Alain du Breil (groupe 1) ; mais c'est en devenant exclusivement entraîneur de chevaux de plat qu'il atteint les sommets. Il remporte notamment 8 fois le Prix de l'Arc de Triomphe (un record), mais aussi 4 fois la Breeders' Cup, et ses chevaux se distinguent sur tous les continents. Les plus grandes écuries du monde s'arrachent ses services. En 2024, il devient pour la trente-deuxième fois tête de liste des entraîneurs par les gains en France, et dépasse les 800 victoires de groupe - un palmarès inégalé dans l'histoire des courses françaises. Parmi les champions qui se sont distingués sous son entraînement, citons Trempolino, Subotica, Peintre Célèbre, Hurricane Run, Rail Link ou encore Waldgeist.
Personnalité atypique et secrète, il refuse de parler à la presse française depuis 1983, mais consent parfois à répondre aux questions de la presse étrangère,. En 2023, il fait une entorse à cette règle en répondant à la chaîne Equidia après la victoire de son pensionnaire Junko dans le Hong Kong Vase.

## Palmarès (groupe 1uniquement)
France
- Prix de l'Arc de Triomphe – 8 – Trempolino (1987), Subotica (1992), Carnegie (1994), Peintre Célèbre (1997), Sagamix (1998), Hurricane Run (2005), Rail Link (2006), Waldgeist (2019)
- Prix du Jockey Club – 4 – Peintre Célèbre (1997), Lope de Vega (2010), Intello (2013), New Bay (2015)I
- Prix de Diane – 4 – Lypharita (1985), Jolypha (1992), Nebraska Tornado (2003), Golden Lilac (2011)
- Poule d'Essai des Poulains – 8 – Siberian Express (1984), Soviet Star (1987), Vahorimix (2001), Clodovil (2003), Lope de Vega (2010), Make Believe (2015), Persian King (2019), Victor Ludorum (2020)
- Poule d'Essai des Pouliches – 3 – Houseproud (1990), Musical Chimes (2003), Golden Lilac (2011)
- Grand Prix de Paris – 14 – Dancehall (1989), Subotica (1991), Homme de Loi (1992), Fort Wood (1993), Grape Tree Road (1996), Peintre Célèbre (1997), Limpid (1998), Slickly (1999), Rail Link (2006), Cavalryman (2009), Méandre (2011), Flintshire (2013), Gallante (2014), Sosie (2024)
- Prix d'Ispahan – 11 – Al Nasr (1982), Crystal Glitters (1984), Creator (1990), Arcangues (1993), Loup Sauvage (1998), Valixir (2005), Manduro (2007), Golden Lilac (2012), Persian King (2020), Mqse de Sevigné (2024), Sosie (2025)
- Prix Saint-Alary – 8 – Grise Mine (1984), Rosefinch (1992), Intrepidity (1993), Moonlight Dance (1994), Muncie (1995), Luna Wells (1996), Vadawina (2005), Wavering (2011)
- Grand Prix de Saint-Cloud – 8 – Village Star (1988), In The Wings (1990), Apple Tree (1994), Carnegie (1995), Fragrant Mix (1998), Plumania (2010), Méandre (2012), Waldgeist (2018)
- Prix Royal Oak – 7 – Star Lift (1988), Top Sunrise (1989), Raintrap (1993), Sunshack (1995), Amilynx (1999 & 2000), Be Fabulous (2011)
- Prix Jacques Le Marois – 7 – Polish Precedent (1989), Miss Satamixa (1995), Vahorimix (2001), Banks Hill (2002), Manduro (2007), Ésotérique (2015), Al Wukair (2017)
- Prix du Moulin de Longchamp – 8 – Soviet Star (1988), Polish Precedent (1989), Ski Paradise (1994), Nebraska Tornado (2003), Grey Lilas (2004), Vadamos (2016), Persian King (2020), Tribalist (2024)
- Prix Ganay – 8 – Creator (1990), Subotica (1992), Indian Danehill (2000), Cutlass Bay (2010), Cloth of Stars (2017), Waldgeist (2019), Mare Australis (2021), Sosie (2025)
- Prix Jean Prat – 5 – Local Talent (1989), Kitwood (1992), Mutual Trust (2011), Aesop's Fables (2012), Territories (2015)
- Critérium de Saint-Cloud – 5 – Miserden (1988), Sunshack (1993), Sagacity (2000), Linda's Lad (2005), Mandaean (2011), Waldgeist (2016)
- Prix Jean-Luc Lagardère – 6 – Jade Robbery (1989), Goldmark (1994), Loup Solitaire (1995), Ultra (2015), Victor Ludorum (2019), Belbeck (2022)
- Prix Vermeille – 4 – Jolypha (1992), Intrepidity (1993), Baltic Baroness (2014), Kitesurf (2018)
- Prix de la Salamandre – 3 – Zafonic (1992), Pennekamp (1994), Xaar (1997)
- Prix de la Forêt – 3 – Soviet Star (1987), Poplar Bluff (1995), Make Believe (2015)
- Prix Jean Romanet – 4 – Announce (2011), Romantica (2013), Mqse de Sévigné (2023, 2024)
- Prix Rothschild – 3 – Ésotérique (2014), Mqse de Sévigné (2023, 2024)
- Prix Lupin – 2 – Cloudings (1997), Gracioso (1999)
- Prix du Cadran – 2 – Victoire Bleue (1991), Reefscape (2005)
- Critérium international – 2 – Carlotamix (2005), Thewayyouare (2007)
- Prix Morny – 2 – Zafonic (1992), Earthlight (2019)
- Prix Marcel Boussac – 2 – Miss Tahiti (1995), Zellie (2021)
- Prix de l'Opéra – 1 – Place du Carrousel (2022)
- Prix Maurice de Gheest – 1 – Sajir (2025)

### En obstacle
- Grand steeple Chase de Paris – 4 – Fondeur (1980), Isopani (1981), Metalero (1982), Jasmin II (1983)
- Prix Alain du Breil - (Grande Course de Haies des 4 ans) – 1 – Bayonnet (1983)

 Royaume-Uni
- Derby d'Epsom – 1 – Pour Moi (2011)
- Oaks d'Epsom – 1 – Intrepidity (1993)
- 2000 guinées Stakes – 2 – Zafonic (1993), Pennekamp (1995)
- 1000 Guinées – 1 – Miss France (2014)
- St. Leger Stakes – 1 – Toulon (1991)
- King George VI and Queen Elizabeth Diamond Stakes – 1 – Hurricane Run (2006)
- Coronation Cup – 6 – Saint Estephe (1986), In The Wings (1990), Apple Tree (1994), Sunshack (1995), Swain (1996), Shirocco (2006)
- Champion Stakes – 2 – Tel Quel (1991), Dernier Empereur (1994)
- Dewhurst Stakes – 3 – Zafonic (1992), Pennekamp (1994), Xaar (1997)
- Middle Park Stakes – 3 – Lycius (1990), Zieten (1992), Earthlight (2019)
- Coronation Stakes – 2 – Golden Opinion (1989), Banks Hill (2001)
- Prince of Wales's Stakes – 2 – Manduro (2007), Byword (2010)
- Sussex Stakes – 1 – Soviet Star (1987)
- July Cup – 1 – Soviet Star (1988)
- Queen Anne Stakes – 1 – Valixir (2005)
- Sun Chariot Stakes – 1 – Ésotérique (2015)

 Irlande
- Derby d'Irlande – 2 – Winged Love (1995), Hurricane Run (2005)
- Oaks d'Irlande – 1 – Wemyss Bight (1993)
- Tattersalls Gold Cup – 1 – Hurricane Run (2006)

 Allemagne
- Rheinland-Pokal – 1 – Tel Quel (1992)
- Preis von Europa – 1 – Apple Tree (1992)
- Grosser Preis von Berlin – 1 – Méandre (2012)
- Bayerisches Zuchtrennen – 1 – Elliptique (2016)
- Grosser Preis von Bayern – 1 – Junko (2023)

 Italie
- Derby Italien – 1 – Gentlewave (2006)
- Gran Premio d'Italia – 1 – Pigeon Voyageur (1991)
- Oaks d'Italie – 1 – Valley of Gold (1995)

 États-Unis
- Breeders' Cup Turf – 3 – In The Wings (1990), Shirocco (2005), Talismanic (2017)
- Breeders' Cup Classic – 1 – Arcangues (1993)
- Breeders' Cup Filly & Mare Turf – 1 – Banks Hill (2001)
- Arlington Million – 1 – Mill Native (1988)
- Joe Hirsch Turf Classic Invitational Stakes – 1 – Apple Tree (1993)
- Sword Dancer Invitational Handicap – 1 – Flintshire (2015)
- Oak Tree Invitational - 1 - Zalataia (1983)

 Canada
- Canadian International Stakes – 2 – French Glory (1990), Raintrap (1994)

 Émirats arabes unis
- Dubaï Sheema Classic – 1 – Polish Summer (2004)

 Hong Kong
- Hong Kong Vase – 3 – Borgia (1999), Flintshire (2014), Junko (2023)